# Unitel
ООО «Unitel» — часть международного холдинга Veon Ltd. со штаб-квартирой в Амстердаме, предоставляющая услуги сотовой связи под торговой маркой Beeline Uzbekistan на территории Узбекистана.

## История
Компания Unitel была основана в 1996 году. Коммерческая деятельность компании началась 25 сентября 1997 года.
9 февраля 2006 года завершилась сделка по приобретению OOO «Unitel» компанией VEON Group (ранее ОАО «ВымпелКом»). В том же году к сети Unitel подключен 400 000-й абонент. 12 сентября 2006 года стало первым днём официального предоставления услуг мобильной связи Unitel под торговой маркой Beeline Uzbekistan в Узбекистане. С сентября 2006 года началась активная экспансия в регионы Узбекистана. 13 февраля 2007 года к сети Beeline Uzbekistan в Узбекистане подключился миллионный абонент. Количество абонентов мобильной связи Beeline Uzbekistan в Узбекистане по итогам первого полугодия 2010 года вплотную приблизилось к четырёхмиллионной отметке, составив 3 997 000 человек.
По итогам первого квартала 2023 года количество клиентов компании составляет 8,4 млн.
22 ноября 2022 года компания обновила элементы брендинга, в том числе логотип, фирменный стиль и слоган.
Презентация 4G/LTE в Ташкенте
2 декабря 2008 года компания «Unitel» первой в Узбекистане объявила о коммерческом старте сети 3G Архивная копия от 24 августа 2018 на Wayback Machine.
4 сентября 2014 года Beeline первым в Узбекистане запустил Архивная копия от 3 июля 2018 на Wayback Machine в коммерческую эксплуатацию сеть 4G LTE. На декабрь 2017 года компания увеличила покрытие сетью 4G до более, чем 20 городов страны. По итогам 2018 года Beeline расширило сеть LTE по всей стране.
1 ноября 2024 года VEON запустила приложение «Hambi» (от «Hammasi Bitta» — «всё в одном») на базе искусственного интеллекта, которая позволит воспользоваться различными услугами «для всего».

## Награды
• Speedtest® от Ookla®. Оператор с лучшей мобильной сетью, самой быстрой мобильной сетью и лучшим мобильным покрытием в Узбекистане.
• «Премия HR-Brand Центральная Азия 2022». Золото в номинации «Регион», бронза в номинации «Мир».
• Награда Visa. За внедрение возможности выпуска виртуальных карт в собственном приложении.
• Премия DaVinci. «Лучшая компания для старта карьеры» и «Забота о сотрудниках».
• EMBRAS 2021. Награды в номинациях «Развитие талантов» и «Открытый диалог».

## Финансовые показатели (2022 год)

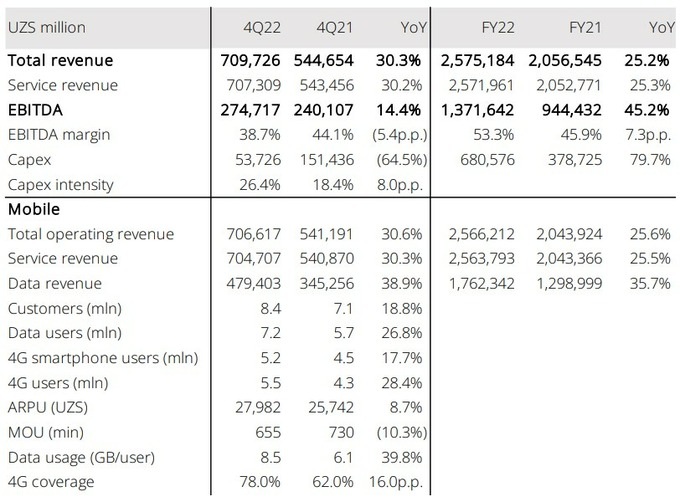
Финансовые показатели Beeline Uzbekistan (из открытого отчёта VEON)

В 2022 году компания показала выручку в 2,575 трлн сумов, что на 25 % больше, чем годом ранее.
Основной источник дохода — мобильный интернет (1,76 трлн сумов).
В Q4, 2022 объём продаж вырос на 30,3 % в сравнении с аналогичным периодом предыдущего года.